# Knut Ekvall

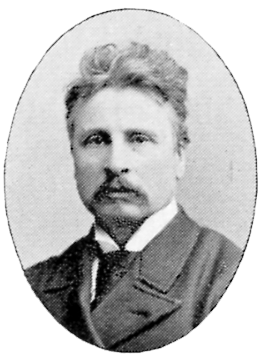
Knut Ekvall

Knut Ekvall (* 3. April 1843 in Säby, Jönköpings län, Schweden; † 4. April 1912 im Romanäs sanatorium, Jönköpings län) war ein schwedischer Illustrator, Genremaler und Zeichner.

## Leben
Ekvall war ein Sohn des Amtmanns Nils Fredrik Ekvall (1803–1885) und dessen Frau Emelie Bernhardina Carolina (geborene Djurström). Als Er 16 Jahre alt war, wurde der Maler Marcus Larson auf sein Talent aufmerksam. Er bot ihm einen Platz in seinem neu errichteten Atelier in Flenshult an. Leider brannte das Studio am Tag vor Ekvals Ankunft dort ab. Er besuchte daher von 1860 bis 1866 die Schülerklasse der Königlichen Kunstakademie in Stockholm, wo er sich mit Adolf Lindberg (1839–1916) anfreundete. Er beschäftigte sich nach dem Verlassen der Akademie vier Jahre lang mit der Metallgraveur, der Holzschneidekunst und dem Zeichnen und arbeitete als Cartoonist bei der Zeitung Ny illustrared tidning. Ekvall unternahm in deren Auftrag mit einem Veloziped weite Reisen durch die Natur.
Im Alter von 27 Jahren begann er sich der Illustration zu widmen. Er kam 1869, unterstützt durch den Grafen Gustaf Trolle-Bonde von Sävstaholm, nach Deutschland und ließ sich 1870 zunächst in München und später in Leipzig nieder. Dort arbeitete er als Zeichner für unterschiedliche Zeitschriften und Zeitungen wie Die Gartenlaube, die Leipziger Illustrierte Zeitung oder Über Land und Meer. Die Jahre 1873 bis 1885 verbrachte er in Berlin, wo er unter anderem ein Schüler des Genremalers Ludwig Knaus wurde. 1879 wurde er Mitglied der Akademie der Freien Künste. Dort hatte er Kontakte zu Verlagen, welche ihn auch als Illustrator schätzten. Ekvall arbeitete nun als Illustrator für die Berliner Modenwelt und widmete sich, angeregt durch Knaus, auch der Genremalerei. 1885 kehrte er nach Schweden zurück und ließ er sich in einer von ihm selbst entworfenen und 1884 bis 1885 erbauten Holzvilla auf Romanö in Sommen nieder. Gemeinsam  mit seiner Frau, die eine ausgebildete Sängerin war, und seinen Kindern gab er nun auch von Anfang der 1890er Jahre bis 1899 Konzerte an verschiedenen Orten in Schweden, Norwegen und Dänemark. Am 3. März 1912 brannte die Villa in Romanö nieder und mit ihr gingen zahlreiche Zeichnungen und Skizzen, Gemälde, Bücher und Papiere verloren. Der bereits zuvor erkrankte Ekvall wurde gerettet und in die Heil- und Pflegeanstalt Romanäs überführt, wo er im Alter von 69 Jahren starb. Im Jahr 1913 wurde eine neue Villa errichtet und von seinem Sohn Olof Knut-Ekwall, dem Dirigenten der Tranås Orchestervereinigung, bewohnt.

## Familie
Die Vorfahren Ekvalls waren sein Urgroßvater der Papiermacher Petter Ekwall (1730–1789) aus Rättle bei Gränna und sein Großvater der Papierfabrikant Carl Ekwall (1766–1822). Sein Onkel war der Papierfabrikant Petter Ekwall (1801–1859). Seine ältere Schwester Emma Amalia (1838–1925), war ebenfalls Malerin. Sie war die erste Frau, die mit einer königliche Medaille der Akademie in Stockholm ausgezeichnet wurde. Seine Brüder Ernst Hugo (1854–1891) und Gustaf Nikolaus Ekwall (1858–1920) wurden Medailleure.
Am 6. Februar 1871 heiratete er die deutsche Konzertsängerin Johanna Maria Theresia (geborene Burkowitz-Pönitz; 20. Oktober 1851 – 27. Februar 1933), die Tochter des Gutsbesitzers Burkowitz und dessen Frau Bertha (geborene Fritze). Sie war eine Pflegetochter des Dirigenten der Krolloper Berlin, Heinrich Pönitz und eine Verwandte (Schwester) des Komponisten Franz Poenitz. Mit ihr hatte Ekvall sieben Kinder, die den Familiennamen Knut-Ekwall annahmen.
- Erik Knut-Ekwall (1871–1935), wurde Physiotherapeut.
- Anna Knut-Ekwall (* 1872) wurde Pianistin.
- Harald Knut-Ekwall (* 1873) wurde Cellist.
- Olof Knut-Ekwall (1877–1965) wurde Geiger.[6]
- Ebba Knut-Ekwall (* 1879) ⚭ 1. Scheutz und 2. 1923 Heitz wurde Bratschistin und Malerin.
- Thyra Knut-Ekwall (* 1881) ⚭ 1904 Ullman, wurde Geigerin und später Malerin in Spanien, wo sie in Madrid lebte.
- Runa Knut-Ekwall (* 1890) ⚭ 1909 Bülow-Hübe, wurde Bildhauerin.

Erik und seine Geschwister Anna und Harald wanderten nach Santiago de Chile aus.

## Werke (Auswahl)

Ein Spielsaal im Curhause zu Wiesbaden (Holzstich, Privatsammlung Wiesbaden)

Seine Sujets fand Ekvall fast immer im Volksleben seiner Umwelt.
- Nach Mitternacht
- Nach dem Bade
- Die Berliner Feuerwehr
- Lendemain
- 1871: Ein Spielsaal im Curhause zu Wiesbaden
- 1872: Freiluftkonzert im „Krollschen Garten“ in Berlin
- 1874: Ein Auswandererschiff der Hamburg-Amerikanischen Packetfahrt-Actien-Gesellschaft
- 1877: Das alte Paar (schwedisch Det gamla paret) und Mutter mit Kind vor dem Bad (Nationalmuseum Stockholm)
- 1880: Willkommen. Seefahrers Heimkehr.
- 1881: Schlußakkord
- 1883: Des Künstlers Familie
- 1884: Der erste Ball
- 1885: Vikings Kampf mit Järnhös
- Zehn Minuten Aufenthalt

Illustrationen
- Esaias Tegnér: Frithjofssage. Bruckmann, München 1880 (12 sentimental romantische Zeichnungen).
- 1876 Zeichnungen für Opernankündigungen: Das Rheingold bzw. Der Ring des Nibelungen (Alberich und die Rheinmädchen); Die Walküre (Der Tod Siegmunds); Siegfried (Brünnhildes Erwachen).[7]